# Los tonos mayores
Los tonos mayores és una pel·lícula de fantasia i misteri argentina del 2023 escrita i dirigida per Ingrid Pokropek en el seu debut com a directora. Protagonitzada per Sofía Clausen en el seu debut com a actriu, la pel·lícula conta la història d'Ana, una nena de catorze anys que descobreix que la placa metàl·lica que té al braç per un accident que va sofrir de nena rep ara un estrany missatge en codi Morse.
Coproducció de l'Argentina i Espanya, va ser seleccionada en la secció Generació Kplus del 74è Festival Internacional de Cinema de Berlín, on va competir per l'Os de Cristall a la millor pel·lícula.

## Argument
La pel·lícula és un conte fantàstic sobre música, missatges secrets i dies d'hivern.
Ana, una nena de 14 anys, viu en Buenos Aires amb el seu pare Javier, artista i professor. Després d'un accident, quan era nena, va necessitar una pròtesi i té una placa de metall al braç. Durant les vacances d'hivern, comença a sentir pulsacions misterioses en la placa. Sense dir-li-ho a Javier, compon amb la seva amiga Lepa una melodia anomenada "La canción del latido", inspirada en els senyals rítmics. Una nit, una discussió amb Lepa porta a Ana a vagar sola per la ciutat. Coneix a un jove soldat que li revela que les pulsacions són en realitat paraules en codi morse. Ana s'obstina a desxifrar-les i s'adona que el seu braç és l'antena d'un misteri desconegut. A mesura que s'endinsa en el laberint de missatges secrets, es distancia de la seva amiga i del seu pare. Les harmonioses vacances d'hivern es veuen transformades per l'obsessió d'Ana, que es pregunta si les paraules codificades van dirigides específicament a ella.

## Repartiment
- Sofía Clausen com Ana
- Pablo Seijo com Javier
- Lina Ziccarello com Lepa
- Mercedes Halfón com Mariana
- Santiago Ferreira com Pablo
- Walter Jakob com Alfonso

## Estrena
Los tonos mayores a tenir la seva estrena al Festival Internacional de Cinema de Mar del Plata de 2023 en Competència Argentina.
Es va estrenar internacionalment el 17 de febrer de 2024, com a part del 74è Festival Internacional de Cinema de Berlín, en la secció Generation Kplus.

## Reconeixements
| Premi                                             | Data                   | Categoria | Receptor          | Resultat  | Ref.        |
| ------------------------------------------------- | ---------------------- | --- | ----------------- | --------- | ----------- |
| Festival Internacional de Cinema de Mar del Plata | 12 de novembre de 2023 | Menció Especial del Jurat i Millor Pel·lícula en Competició Oficial d'un director llatinoamericà de fins a 35 anys | Ingrid Pokropek   | Guanyador | [ 6 ] [ 7 ] |
| Festival Internacional de Cinema de Berlín        | 25 de febrer de 2024   | Ós de Cristall Generation Kplus a la Millor Pel·lícula                                                             | Ingrid Pokropek   | Nominat   | [ 5 ]       |
| Festival de Màlaga                                | 9 de març de 2024      | Bisnaga de Plata a la Millor Pel·lícula Iberoamericana (competició de la barra lateral 'Zonazine')                 | Los tonos mayores | Guanyador | [ 8 ] [ 9 ] |
| Festival de Màlaga                                | 9 de març de 2024      | Biznaga de Plata a la Millor Actriu Protagonista (competició de la barra lateral 'Zonazine')                       | Sofía Clausen     | Guanyador | [ 8 ] [ 9 ] |
| Festival Internacional de Cinema de Jeonju        | 7 de maig de 2024      | Gran Premi en la Categoria de Competició Internacional                                                             | Los tonos mayores | Guanyador | [ 10 ]      |
| Festival Internacional de Cinema de Seattle       | 19 de maig de 2024     | Premi Especial del Jurat de la Competició Iberoamericana                                                           | Los tonos mayores | Guanyador | [ 11 ]      |